# Lee J. Cobb
Lee J. Cobb (n. 8 decembrie 1911, New York City, New York, SUA – d. 11 februarie 1976, Los Angeles, California, SUA) a fost un actor evreu-american de film.

## Filmografie selectivă
- 1954 Pe chei (On the Waterfront), regia Elia Kazan
- 1957 12 oameni furioși (12 Angry Men), regia Sidney Lumet
- 1968 Când se arată cucuveaua (Il giorno della civetta), regia Damiano Damiani
- 1973 Comisarul Cardone în acțiune (La polizia sta a guardare), regia Roberto Infascelli
- 1974 Vânzătorul de baloane (Il venditore di palloncini), regia Mario Gariazzo